# Łukasz Siemiątkowski
Łukasz Siemiątkowski, ps. Tasiemka, Ignac, także: Tata Tasiemka (ur. 5 października 1876 w Milanówku (wg metryki urodzenia: 1 września?/13 września 1876), zm. w lutym 1944 w KL Majdanek) – polski gangster, działający na warszawskiej Woli, działacz Polskiej Partii Socjalistycznej od 1903 r., radny Rady Miejskiej m. st. Warszawy z listy PPS (1927−1932), konspirator w podziemiu antyniemieckim w czasie II wojny światowej.

## Życiorys
Syn cieśli Jana i Pauliny z Augustyniaków. W wieku 17 lat podjął w Grodzisku Mazowieckim pracę w fabryce tkackiej, gdzie działał w organizacji socjalistycznej, kolportując „bibułę”. W latach 1898−1904 pracował w Tomaszowie Mazowieckim.

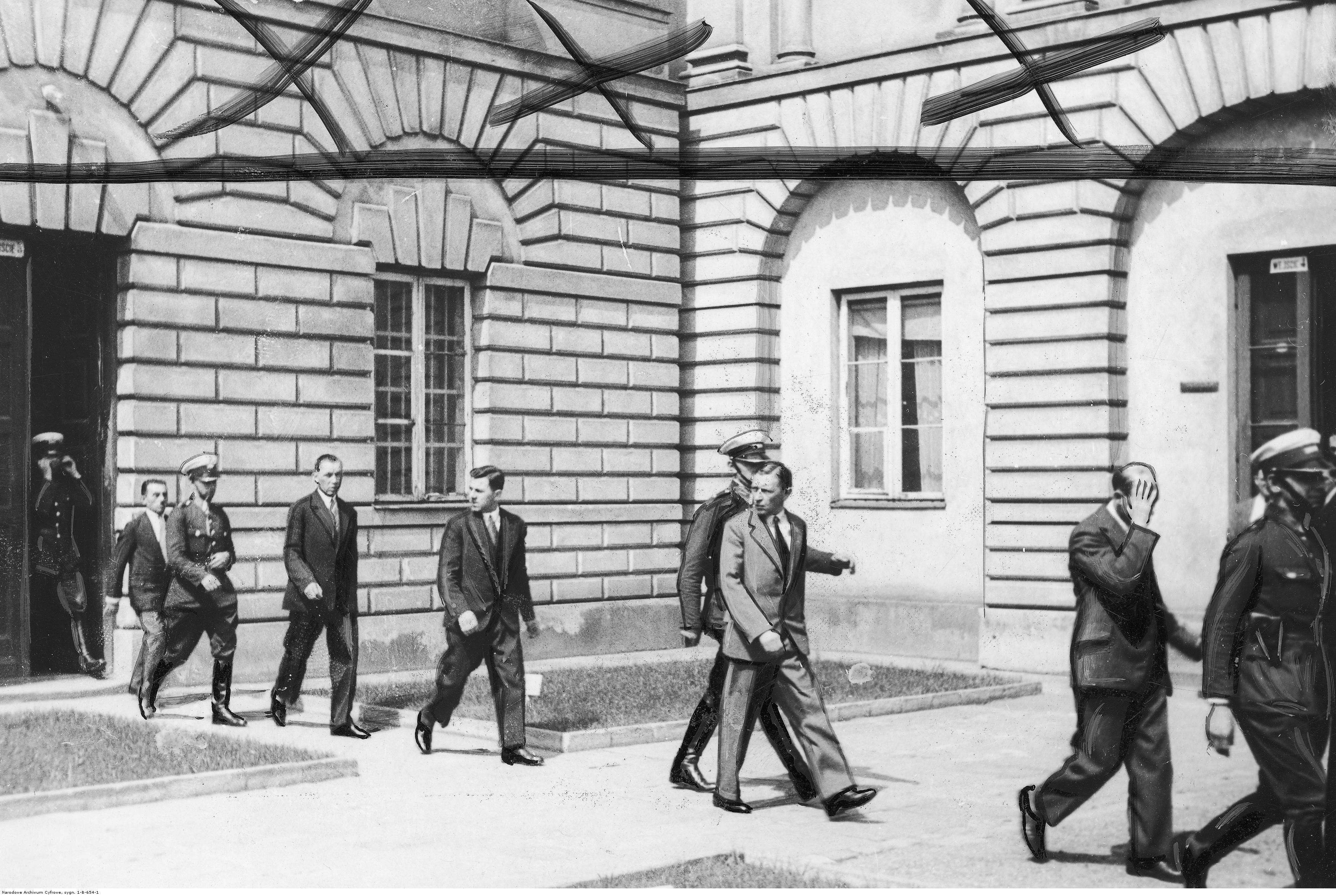
Proces przeciwko członkom gangu z warszawskiego targowiska Kercelak. Oskarżeni w asyście policjantów udają się na rozprawę

W 1904 r. przybył do Warszawy, gdzie wstąpił do PPS i podjął pracę w fabryce gumowej przy ul. Okopowej 24. Podjął działalność w organizacji PPS, przyjmując pseudonim „Tasiemka” pochodzący od pracy pasmanteryjnej. Współuczestniczył w działaniach Organizacji Bojowej PPS. W kwietniu 1906 r. brał udział w przygotowaniach do akcji uwolnienia tzw. „Dziesięciu z Pawiaka”. Od 1906 lub 1907 r. działał w Komitecie PPS Dzielnicy Powązki. W 1909 r. został członkiem Okręgowego Komitetu Robotniczego PPS w Warszawie. W 1911 r. był przejściowo aresztowany przez dwa miesiące z grupą działaczy PPS, lecz został zwolniony z powodu braku dowodów. Ponownie podjął działalność pod pseudonimem „Ignac”.
W okresie I wojny światowej służył w wywiadzie I Brygady na zlecenie Konstancji Jaworowskiej „Jadwigi”. W ramach Pogotowia Bojowego PPS uczestniczył w połowie 1918 r. w zamachach na agenta Prymusiewicza. Został aresztowany i osadzony w Cytadeli Warszawskiej. Po dwóch miesiącach został wywieziony do Modlina, gdzie przebywał z Walerym Sławkiem. 7 listopada znów został przewieziony do Warszawy i skazany na śmierć. Trzy dni przed wykonaniem wyroku, 11 listopada 1918 r., uwolniono go.
Po odzyskaniu niepodległości Siemiątkowski podjął działalność w strukturach PPS, kierując Dzielnicą Powązki. 21 listopada 1918 r. został wybrany członkiem Tymczasowego Komitetu Wykonawczego Rady Delegatów Robotniczych w Warszawie, potem do 1919 r. był pracownikiem etatowym Warszawskiej Rady Delegatów Robotniczych.
W 1919 r. kandydował  w wyborach do Sejmu Ustawodawczego z listy PPS w okręgu Warszawa-miasto jako zastępca posła. W wyborach parlamentarnych w 1922 ponownie kandydował z tego samego okręgu do Sejmu (miejsce 16) oraz do Senatu. W 1923 r. kandydował również bezskutecznie do warszawskiej Kasy Chorych.
Współpracował wówczas z innym działaczem PPS – Józefem Łokietkiem, który kierował Milicją PPS w okręgu warszawskim. Od 1927 do 1928 r. był członkiem Warszawskiego Okręgowego Komitetu Robotniczego PPS.
W listopadzie 1926 r. został wybrany na zastępcę członka Rady Kasy Chorych m. st. Warszawy, zaś w wyborach w maju 1927 r. do Rady Miejskiej został radnym miejskim, zaś Rajmund Jaworowski prezesem Rady Miejskiej. W 1928 r. kandydował również z listy PPS na miejscu siódmym do Senatu.
Po rozłamie w PPS w 1928 r. był jednym ze współorganizatorów PPS  – dawnej Frakcji Rewolucyjnej, wchodząc do Centralnej Rady Organizacyjnej. Po rozłamie w PPS rozpoczął działalność kryminalną. Razem ze swoją prawą ręką – Pantaleonem Karpińskim – założył w 1928 r. 14-osobowy gang sprawujący kontrolę nad największym warszawskim targowiskiem – Kercelakiem i wymuszał od lokalnych handlarzy opłaty „za ochronę” (haracz). Swoją melinę gang Siemiątkowskiego miał w kawiarni Aleksandrówka na Woli. Jednocześnie Tata Tasiemka nadal pozostawał w strukturach partyjnych, które zasilał częścią swoich „dochodów”. W 1928 r. wszczęto przeciwko niemu śledztwo z oskarżenia Bezpartyjnego Związku Tragarzy sekcji żydowskiej. Akt oskarżenia wyliczał 44 wymuszenia i inne przestępstwa dokonane przez gang Taty Tasiemki na kupcach z targowiska Karcelak.

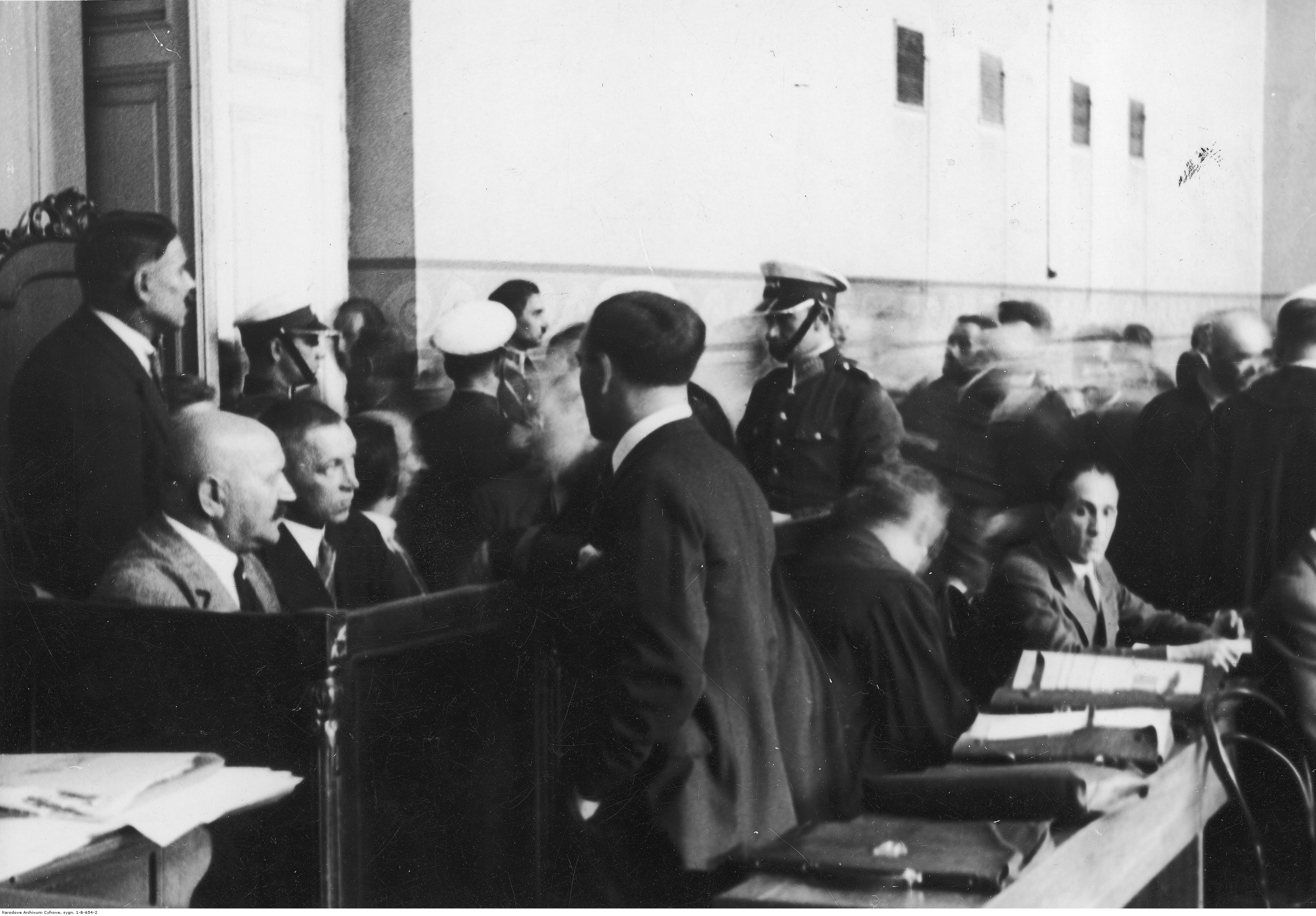
Widok na ławę oskarżonych w czasie rozprawy. Widoczni m.in.: Łukasz Siemiątkowski (siedzi z lewej łysy), Pantaleon Karpiński (siedzi obok Ł. Siemiątkowskiego).

Wraz ze swoimi podwładnymi został aresztowany w lutym 1932 r., ale w kilka dni później zwolniono go. Proces jednak odbył się i 9 lipca Siemiątkowski został skazany na 3 lata więzienia. Winnym uznano także Karpińskiego (6 lat pozbawienia wolności) i innych oskarżonych (wyroki skazujące od 1 do 5 lat). Po wniesieniu apelacji karę zmniejszono mu do 2 lat więzienia z pozbawieniem praw publicznych i honorowych na okres 2 lat. Wyroku w całości jednak nie odbył, ponieważ 1 sierpnia 1935 r. został ułaskawiony przez Prezydenta RP, Ignacego Mościckiego, z zawieszeniem wykonania kary na okres trzech lat. W 1937 r. został odznaczony Krzyżem Niepodległości, jednak z uwagi na zatajenie faktu skazania został mu on odebrany 11 lipca 1939 r.
Po agresji III Rzeszy na Polskę rozpoczął działalność w polskim podziemiu, działał w PPS-WRN, organizując m.in. skoki na wagony z bronią na dworcach warszawskich. Wczesną jesienią 1942 r., wraz z synem Janem, został aresztowany przez Gestapo i osadzony na Pawiaku. Stamtąd w styczniu następnego roku przetransportowano go do obozu koncentracyjnego na Majdanku w Lublinie. W pierwszych dniach lutego 1944 roku zmarł na terenie obozu na tyfus plamisty.

## Rodzina
Żonaty, miał dzieci. Syn Jan uciekł w marcu 1943 z transportu z Majdanka do innego obozu, brał udział w powstaniu warszawskim, wywieziony do Niemiec, tam zmarł. Drugi syn Józef (ur. ok. 1904), działacz Powązkowskiego Koła Młodzieży TUR zmarł w 1932. Córka wyszła za mąż za pracownika Policji Państwowej Brońskiego. Być może miał jeszcze jednego syna.

## Tata Tasiemka w kulturze
Postać Siemiątkowskiego pojawia się w drugiej zwrotce przedwojennej warszawskiej przyśpiewki pt. Rum-Helka, wykonywanej m.in. przez Stanisława Grzesiuka.
Tata Tasiemka był pierwowzorem Kuma Kaplicy, bohatera powieści Król Szczepana Twardocha.
Tata Tasiemka jest również jedną z najważniejszych postaci drugoplanowych w serii powieści „Śmierć frajerom” Grzegorza Kalinowskiego, osadzonych w Warszawie w okresie międzywojennym.
Warszawski zespół post-punkowy Tasiemka został nazwany na cześć Taty Tasiemki.